# Aeròdrom de Benavarri
L'aeròdrom de Benavarri és uns 10 km al sud de Benavarri, a la Ribagorça, prop de la carretera N-230. Al costat de l'extrem occidental de la pista hi ha un hangar, l'edifici de l'aeroclub i l'estació de servei. L'aeròdrom és gestionat per l'ajuntament i el club de vol Albatros. La freqüència de ràdio de la torre és de 122,475 MHz. La pista, de 800 metres de llarg i 18 d'ample, es va asfaltar el 2011; fins aleshores només tenia un reg asfàltic. L'aeròdrom admet avions fins a un pes màxim a l'enlairament de 5,7 tones i només és apte per les operacions en vol visual o VFR (o sigui, aquelles en què el pilot controla l'aterratge o l'enlairament veient la pista no depenent d'ajudes a la navegació).